# Parque nacional de la Isla Middle Button
El parque nacional de la Isla Middle Button es un parque nacional en las islas de Andamán de la India. 
El parque se creó en 1979 y se encuentra a alrededor de 200 km al nordeste de Port Blair, capital del grupo de islas. La superficie del parque nacional es de alrededor de 64 kilómetros cuadrados. Junto con las islas vecinas de North Button y South Button, ambas parques nacionales también, forma parte del Parque nacional marino Rani Jhansi frente a la costa de la Isla Andamán del Sur.

## Atracciones y actividades
La isla tiene un clima oceánico moderado por el mar que lo rodea. La temperatura media varía entre alrededor de 20 y 30 °C. La isla recibe mucha lluvia durante la temporada del monzón sudoccidental entre junio y octubre, y la mayor parte de los visitantes acuden entre diciembre y abril. El acceso se puede hacer por barco desde Port Blair y los visitantes deben contactar con la oficina del parque en los lugares para el submarinismo, permisos de entrada, horario de visitas y precios. No hay alojamiento en el parque, pero los visitantes pueden organizar paquetes para dormir en barcos de pasajeros, o pueden acampar con permiso previo de las autoridades del parque.

## Flora y fauna
La isla se encuentra cubierta por bosque caducifolio húmedo y rodeada por playas de arena y mares poco profundos de agua clara. Algunos de los árboles y arbustos presentes son la palmera ratán Calamus palustris, el bambú trepador Dinochloa andamanica y Parishia insignis, Calophyllum soulattri, Artocarpus, Canarium, Dipterocarpus grandiflorus, Dipterocarpus pilosus, Endospermum chinensis, Hopea odorata, Salmalia insignis, Sideroxylon, Aprosa villosula, Baccaurea sapida, Caryota mitis y Dinochloa palustris.
Entre los animales que se encuentran en tierra están el chital, agámidos Hydrosaurus (un tipo de lagarto) y varanos. En la fauna marina del parque están los dugongos, los delfines, las tortugas marinas, peces y abundan muchas especies de coral. A veces se han avistado ballenas azules frente a las costas.